# Tour de France de 1966
O Tour de France 1966 foi a 53º Volta a França, teve início no dia 21 de Junho e concluiu-se em 14 de Julho de 1966. A corrida foi composta por 22 etapas, no total mais de 4303 km, foram percorridos com uma média de 36,760 km/h.

## Resultados

### Classificação geral
| Pos | Nome                 | País          | Equipa | Tempo        |
| --- | -------------------- | ------------- | ------ | ------------ |
| 1   | Lucien Aimar         | França        |        | 117h 34' 21" |
| 2   | Jan Janssen          | Países Baixos |        | 1' 07"       |
| 3   | Raymond Poulidor     | França        |        | 2' 02"       |
| 4   | José-Antonio Momene  | Espanha       |        | 5' 19"       |
| 5   | Marcello Mugnaini    | Itália        |        | 5' 27"       |
| 6   | Herman Van Springel  | Bélgica       |        | 5' 44"       |
| 7   | Francisco Gabica     | Espanha       |        | 6' 25"       |
| 8   | Roger Pingeon        | França        |        | 8' 22"       |
| 9   | Karl-Heinz Kunde     | Alemanha      |        | 9' 06"       |
| 10  | Martin Vandenbossche | Bélgica       |        | 9' 57"       |